# فهرست خورشیدگرفتگی‌های سده ۱۷ (پیش از میلاد)
این فهرست شامل خورشیدگرفتگی‌های قرن هفدهم پیش از میلاد است که در طی دورهٔ سال ۱۷۰۰ پیش از میلاد تا ۱۶۰۱ پیش از میلاد روی داده‌اند. در این دوره، ۲۳۰ خورشیدگرفتگی رخ داد که ۷۵ مورد آن خورشیدگرفتگی جزئی، ۶۰ مورد خورشیدگرفتگی حلقه‌ای، ۶۰ خورشیدگرفتگی کامل و ۲۴ مورد نیز از نوع خورشیدگرفتگی مرکب بود.
بیش‌ترین تعداد خورشیدگرفتگی در طول یکسال، مربوط به سال ۱۶۷۶ پیش از میلاد بوده که پنج گرفتگی روی داد و در ماه ژوئیه سال ۱۶۱۱ پیش از میلاد، دو خورشیدگرفتگی رخ داد.
| تاریخ           | زمان بزرگترین گرفت | چرخهٔ ساروس | نوع    | قدر    | مدت زمان            | مکان                                            | مسیر گرفتگی            | ناحیهٔ جغرافیایی | منبع  |
| --------------- | ------------------ | ---------- | ------ | ------ | ------------------- | ----------------------------------------------- | ---------------------- | --------------- | ----- |
| ۲۷ آوریل ۱۷۰۰   | ۰۵:۳۷:۰۸           | ۱۱         | کامل   | ۱.۰۷۰۳ | ۰۵ دقیقه و ۵۰ ثانیه | ۹°۱۸′جنوبی ۹۱°۱۸′غربی / ۹٫۳°جنوبی ۹۱٫۳°غربی     | ۲۴۲ کیلومتر (۱۵۰ مایل) |                 | [ ۲ ] |
| ۲۰ اکتبر ۱۷۰۰   | ۱۷:۰۹:۳۸           | ۱۶         | حلقه‌ای | ۰.۹۴۶۴ | ۰۵ دقیقه و ۵۰ ثانیه | ۶°۰۶′شمالی ۹۱°۲۴′شرقی / ۶٫۱°شمالی ۹۱٫۴°شرقی     | ۲۰۲ کیلومتر (۱۲۶ مایل) |                 | [ ۲ ] |
| ۱۶ آوریل ۱۶۹۹   | ۱۹:۵۷:۴۱           | ۲۱         | کامل   | ۱.۰۲۰۶ | ۰۱ دقیقه و ۴۷ ثانیه | ۲۶°۳۰′شمالی ۳۱°۳۶′شرقی / ۲۶٫۵°شمالی ۳۱٫۶°شرقی   | ۷۷ کیلومتر (۴۸ مایل)   |                 | [ ۲ ] |
| ۱۰ اکتبر ۱۶۹۹   | ۰۰:۴۴:۵۵           | ۲۶         | مرکب   | ۱.۰۰۱۱ | ۰۰ دقیقه و ۰۶ ثانیه | ۲۵°۳۶′جنوبی ۴۳°۲۴′غربی / ۲۵٫۶°جنوبی ۴۳٫۴°غربی   | ۴ کیلومتر (۲٫۵ مایل)   |                 | [ ۲ ] |
| ۶ آوریل ۱۶۹۸    | ۰۳:۳۳:۰۷           | ۳۱         | جزئی   | ۰.۵۳۸۹ | —                   | ۶۰°۳۶′شمالی ۱۵۷°۳۰′غربی / ۶۰٫۶°شمالی ۱۵۷٫۵°غربی | —                      |                 | [ ۲ ] |
| ۳۱ اوت ۱۶۹۸     | ۰۵:۰۶:۵۴           | -۲         | جزئی   | ۰.۰۸۰۴ | —                   | ۶۱°۴۲′شمالی ۲۶°۴۸′شرقی / ۶۱٫۷°شمالی ۲۶٫۸°شرقی   | —                      |                 | [ ۲ ] |
| ۲۹ سپتامبر ۱۶۹۸ | ۱۴:۳۹:۰۰           | ۳۶         | جزئی   | ۰.۷۵۴۷ | —                   | ۶۰°۳۶′جنوبی ۴۰°۱۸′شرقی / ۶۰٫۶°جنوبی ۴۰٫۳°شرقی   | —                      |                 | [ ۲ ] |
| ۲۴ فوریه ۱۶۹۷   | ۱۲:۵۰:۴۳           | ۳          | حلقه‌ای | ۰.۹۳۴۴ | ۰۴ دقیقه و ۵۷ ثانیه | ۶۴°۰۶′جنوبی ۱۴۶°۳۶′غربی / ۶۴٫۱°جنوبی ۱۴۶٫۶°غربی | ۵۲۲ کیلومتر (۳۲۴ مایل) |                 | [ ۲ ] |
| ۱۹ اوت ۱۶۹۷     | ۲۰:۴۱:۳۴           | ۸          | کامل   | ۱.۰۲۶۳ | ۰۱ دقیقه و ۳۹ ثانیه | ۶۵°۰۶′شمالی ۸۱°۴۸′شرقی / ۶۵٫۱°شمالی ۸۱٫۸°شرقی   | ۱۶۱ کیلومتر (۱۰۰ مایل) |                 | [ ۲ ] |
| ۱۲ فوریه ۱۶۹۶   | ۱۶:۳۶:۳۰           | ۱۳         | حلقه‌ای | ۰.۹۸۱۴ | ۰۱ دقیقه و ۵۴ ثانیه | ۲۴°۵۴′جنوبی ۱۰۲°۳۶′شرقی / ۲۴٫۹°جنوبی ۱۰۲٫۶°شرقی | ۶۷ کیلومتر (۴۲ مایل)   |                 | [ ۲ ] |
| ۹ اوت ۱۶۹۶      | ۰۷:۲۸:۱۰           | ۱۸         | حلقه‌ای | ۰.۹۸۲۲ | ۰۱ دقیقه و ۵۰ ثانیه | ۲۶°۴۸′شمالی ۱۲۵°۱۸′غربی / ۲۶٫۸°شمالی ۱۲۵٫۳°غربی | ۶۳ کیلومتر (۳۹ مایل)   |                 | [ ۲ ] |
| ۲ فوریه ۱۶۹۵    | ۰۳:۲۹:۴۴           | ۲۳         | کامل   | ۱.۰۲۹۶ | ۰۲ دقیقه و ۵۱ ثانیه | ۱۴°۴۸′شمالی ۷۵°۰۰′غربی / ۱۴٫۸°شمالی ۷۵٫۰°غربی   | ۱۲۵ کیلومتر (۷۸ مایل)  |                 | [ ۲ ] |
| ۲۹ ژوئیه ۱۶۹۵   | ۱۱:۰۷:۰۴           | ۲۸         | حلقه‌ای | ۰.۹۴۰۷ | ۰۷ دقیقه و ۴۱ ثانیه | ۱۶°۵۴′جنوبی ۱۶۷°۳۰′شرقی / ۱۶٫۹°جنوبی ۱۶۷٫۵°شرقی | ۲۸۵ کیلومتر (۱۷۷ مایل) |                 | [ ۲ ] |
| ۲۴ دسامبر ۱۶۹۵  | ۰۹:۰۹:۵۴           | -۵         | جزئی   | ۰.۲۹۹۷ | —                   | ۶۶°۳۶′جنوبی ۲۵°۳۰′شرقی / ۶۶٫۶°جنوبی ۲۵٫۵°شرقی   | —                      |                 | [ ۲ ] |
| ۲۲ ژانویه ۱۶۹۴  | ۱۹:۰۲:۴۴           | ۳۳         | جزئی   | ۰.۵۰۳۴ | —                   | ۶۳°۵۴′شمالی ۳۰°۰۶′شرقی / ۶۳٫۹°شمالی ۳۰٫۱°شرقی   | —                      |                 | [ ۲ ] |
| ۱۸ ژوئن ۱۶۹۴    | ۲۰:۵۵:۳۱           | ۰          | جزئی   | ۰.۱۷۳۴ | —                   | ۶۷°۲۴′شمالی ۱۴۴°۴۸′غربی / ۶۷٫۴°شمالی ۱۴۴٫۸°غربی | —                      |                 | [ ۲ ] |
| ۱۸ ژوئیه ۱۶۹۴   | ۱۱:۱۵:۴۳           | ۳۸         | جزئی   | ۰.۳۱۹۲ | —                   | ۶۴°۴۲′جنوبی ۱۵۱°۳۰′شرقی / ۶۴٫۷°جنوبی ۱۵۱٫۵°شرقی | —                      |                 | [ ۲ ] |
| ۱۳ دسامبر ۱۶۹۴  | ۲۲:۴۶:۱۸           | ۵          | حلقه‌ای | ۰.۹۹۳۳ | ۰۰ دقیقه و ۲۸ ثانیه | ۷۰°۱۸′جنوبی ۶°۴۸′غربی / ۷۰٫۳°جنوبی ۶٫۸°غربی     | ۳۶ کیلومتر (۲۲ مایل)   |                 | [ ۲ ] |
| ۷ ژوئن ۱۶۹۳     | ۰۴:۵۰:۰۸           | ۱۰         | کامل   | ۱.۰۲۱۶ | ۰۱ دقیقه و ۳۸ ثانیه | ۵۹°۳۶′شمالی ۱۰۰°۱۲′غربی / ۵۹٫۶°شمالی ۱۰۰٫۲°غربی | ۹۵ کیلومتر (۵۹ مایل)   |                 | [ ۲ ] |
| ۲ دسامبر ۱۶۹۳   | ۰۵:۵۸:۰۳           | ۱۵         | حلقه‌ای | ۰.۹۴۳۵ | ۰۶ دقیقه و ۵۴ ثانیه | ۲۳°۲۴′جنوبی ۱۰۷°۵۴′غربی / ۲۳٫۴°جنوبی ۱۰۷٫۹°غربی | ۲۰۹ کیلومتر (۱۳۰ مایل) |                 | [ ۲ ] |
| ۲۷ مه ۱۶۹۲      | ۱۹:۲۲:۴۵           | ۲۰         | کامل   | ۱.۰۷۳۱ | ۰۶ دقیقه و ۴۸ ثانیه | ۹°۴۸′شمالی ۵۱°۴۸′شرقی / ۹٫۸°شمالی ۵۱٫۸°شرقی     | ۲۴۰ کیلومتر (۱۵۰ مایل) |                 | [ ۲ ] |
| ۲۱ نوامبر ۱۶۹۲  | ۰۶:۲۰:۳۰           | ۲۵         | حلقه‌ای | ۰.۹۱۳۱ | ۱۱ دقیقه و ۴۰ ثانیه | ۲۱°۴۲′شمالی ۱۰۵°۵۴′غربی / ۲۱٫۷°شمالی ۱۰۵٫۹°غربی | ۴۲۴ کیلومتر (۲۶۳ مایل) |                 | [ ۲ ] |
| ۱۷ مه ۱۶۹۱      | ۱۲:۴۲:۱۸           | ۳۰         | کامل   | ۱.۰۶۸۱ | ۰۵ دقیقه و ۰۷ ثانیه | ۴۵°۴۲′جنوبی ۱۶۷°۳۰′شرقی / ۴۵٫۷°جنوبی ۱۶۷٫۵°شرقی | ۴۷۷ کیلومتر (۲۹۶ مایل) |                 | [ ۲ ] |
| ۱۰ نوامبر ۱۶۹۱  | ۰۵:۵۶:۴۷           | ۳۵         | جزئی   | ۰.۴۸۰۹ | —                   | ۷۰°۳۶′شمالی ۵۹°۰۰′غربی / ۷۰٫۶°شمالی ۵۹٫۰°غربی   | —                      |                 | [ ۲ ] |
| ۷ آوریل ۱۶۹۰    | ۱۸:۲۳:۳۲           | ۲          | حلقه‌ای | ۰.۹۹۲۹ | ۰۰ دقیقه و ۳۰ ثانیه | ۶۵°۰۶′شمالی ۲۴°۱۸′شرقی / ۶۵٫۱°شمالی ۲۴٫۳°شرقی   | ۸۰ کیلومتر (۵۰ مایل)   |                 | [ ۲ ] |
| ۳۰ سپتامبر ۱۶۹۰ | ۲۲:۵۶:۵۲           | ۷          | کامل   | ۱.۰۱۰۲ | ۰۰ دقیقه و ۴۴ ثانیه | ۵۷°۳۶′جنوبی ۳۳°۱۲′غربی / ۵۷٫۶°جنوبی ۳۳٫۲°غربی   | ۸۴ کیلومتر (۵۲ مایل)   |                 | [ ۲ ] |
| ۲۶ مارس ۱۶۸۹    | ۲۳:۵۰:۰۷           | ۱۲         | حلقه‌ای | ۰.۹۵۴۷ | ۰۵ دقیقه و ۳۷ ثانیه | ۷°۳۶′شمالی ۱۵°۱۲′غربی / ۷٫۶°شمالی ۱۵٫۲°غربی     | ۱۶۹ کیلومتر (۱۰۵ مایل) |                 | [ ۲ ] |
| ۱۹ سپتامبر ۱۶۸۹ | ۱۳:۵۸:۴۴           | ۱۷         | کامل   | ۱.۰۵۳۷ | ۰۴ دقیقه و ۵۳ ثانیه | ۴°۰۶′جنوبی ۱۳۰°۰۶′شرقی / ۴٫۱°جنوبی ۱۳۰٫۱°شرقی   | ۱۸۱ کیلومتر (۱۱۲ مایل) |                 | [ ۲ ] |
| ۱۶ مارس ۱۶۸۸    | ۰۰:۱۵:۳۱           | ۲۲         | حلقه‌ای | ۰.۹۴۱۰ | ۰۶ دقیقه و ۲۰ ثانیه | ۳۹°۳۰′جنوبی ۵°۰۶′غربی / ۳۹٫۵°جنوبی ۵٫۱°غربی     | ۲۶۰ کیلومتر (۱۶۰ مایل) |                 | [ ۲ ] |
| ۹ سپتامبر ۱۶۸۸  | ۰۵:۴۷:۵۱           | ۲۷         | کامل   | ۱.۰۳۶۴ | ۰۲ دقیقه و ۵۹ ثانیه | ۳۹°۳۰′شمالی ۹۳°۳۰′غربی / ۳۹٫۵°شمالی ۹۳٫۵°غربی   | ۱۴۰ کیلومتر (۸۷ مایل)  |                 | [ ۲ ] |
| ۳ فوریه ۱۶۸۷    | ۱۴:۰۲:۲۳           | -۶         | جزئی   | ۰.۰۵۳۸ | —                   | ۶۸°۲۴′شمالی ۱۱۷°۰۶′شرقی / ۶۸٫۴°شمالی ۱۱۷٫۱°شرقی | —                      |                 | [ ۲ ] |
| ۵ مارس ۱۶۸۷     | ۰۲:۵۴:۵۲           | ۳۲         | جزئی   | ۰.۵۱۸۳ | —                   | ۷۰°۴۲′جنوبی ۷۰°۴۸′شرقی / ۷۰٫۷°جنوبی ۷۰٫۸°شرقی   | —                      |                 | [ ۲ ] |
| ۳۱ ژوئیه ۱۶۸۷   | ۰۴:۲۷:۰۷           | -۱         | جزئی   | ۰.۰۰۶۰ | —                   | ۶۷°۳۶′جنوبی ۹۳°۱۲′غربی / ۶۷٫۶°جنوبی ۹۳٫۲°غربی   | —                      |                 | [ ۲ ] |
| ۲۹ اوت ۱۶۸۷     | ۱۷:۴۳:۵۴           | ۳۷         | جزئی   | ۰.۵۳۳۷ | —                   | ۷۰°۰۶′شمالی ۱۴۵°۰۰′غربی / ۷۰٫۱°شمالی ۱۴۵٫۰°غربی | —                      |                 | [ ۲ ] |
| ۲۴ ژانویه ۱۶۸۶  | ۰۲:۳۳:۴۷           | ۴          | کامل   | ۱.۰۳۶۵ | ۰۳ دقیقه و ۲۳ ثانیه | ۲۶°۴۸′شمالی ۵۴°۰۰′غربی / ۲۶٫۸°شمالی ۵۴٫۰°غربی   | ۱۸۷ کیلومتر (۱۱۶ مایل) |                 | [ ۲ ] |
| ۲۰ ژوئیه ۱۶۸۶   | ۰۶:۳۳:۰۲           | ۹          | حلقه‌ای | ۰.۹۳۴۹ | ۰۷ دقیقه و ۴۸ ثانیه | ۳۵°۴۸′جنوبی ۱۱۴°۴۲′غربی / ۳۵٫۸°جنوبی ۱۱۴٫۷°غربی | ۴۷۳ کیلومتر (۲۹۴ مایل) |                 | [ ۲ ] |
| ۱۳ ژانویه ۱۶۸۵  | ۱۸:۳۰:۴۹           | ۱۴         | کامل   | ۱.۰۵۳۳ | ۰۴ دقیقه و ۵۵ ثانیه | ۲۰°۱۲′جنوبی ۶۸°۱۲′شرقی / ۲۰٫۲°جنوبی ۶۸٫۲°شرقی   | ۱۷۷ کیلومتر (۱۱۰ مایل) |                 | [ ۲ ] |
| ۸ ژوئیه ۱۶۸۵    | ۰۷:۰۹:۲۷           | ۱۹         | حلقه‌ای | ۰.۹۵۸۰ | ۰۵ دقیقه و ۲۲ ثانیه | ۱۸°۰۶′شمالی ۱۲۵°۱۲′غربی / ۱۸٫۱°شمالی ۱۲۵٫۲°غربی | ۱۵۳ کیلومتر (۹۵ مایل)  |                 | [ ۲ ] |
| ۲ ژانویه ۱۶۸۴   | ۰۹:۱۴:۴۰           | ۲۴         | مرکب   | ۱.۰۱۱۶ | ۰۰ دقیقه و ۵۰ ثانیه | ۶۳°۴۲′جنوبی ۱۶۳°۱۸′غربی / ۶۳٫۷°جنوبی ۱۶۳٫۳°غربی | ۵۲ کیلومتر (۳۲ مایل)   |                 | [ ۲ ] |
| ۲۷ ژوئن ۱۶۸۴    | ۱۳:۱۸:۳۴           | ۲۹         | مرکب   | ۱.۰۰۵۶ | ۰۰ دقیقه و ۲۵ ثانیه | ۶۳°۴۲′شمالی ۱۲۵°۳۶′شرقی / ۶۳٫۷°شمالی ۱۲۵٫۶°شرقی | ۲۶ کیلومتر (۱۶ مایل)   |                 | [ ۲ ] |
| ۲۲ دسامبر ۱۶۸۴  | ۱۸:۱۹:۲۸           | ۳۴         | جزئی   | ۰.۲۷۵۴ | —                   | ۶۴°۲۴′جنوبی ۸۵°۳۰′غربی / ۶۴٫۴°جنوبی ۸۵٫۵°غربی   | —                      |                 | [ ۲ ] |
| ۱۸ مه ۱۶۸۳      | ۱۹:۴۴:۱۰           | ۱          | جزئی   | ۰.۷۴۷۲ | —                   | ۶۱°۴۸′جنوبی ۱۰۳°۲۴′شرقی / ۶۱٫۸°جنوبی ۱۰۳٫۴°شرقی | —                      |                 | [ ۲ ] |
| ۱۷ ژوئن ۱۶۸۳    | ۰۲:۳۶:۴۰           | ۳۹         | جزئی   | ۰.۳۱۷۷ | —                   | ۶۳°۴۲′شمالی ۱۵۵°۲۴′شرقی / ۶۳٫۷°شمالی ۱۵۵٫۴°شرقی | —                      |                 | [ ۲ ] |
| ۱۲ نوامبر ۱۶۸۳  | ۰۰:۳۲:۱۱           | ۶          | حلقه‌ای | ۰.۹۰۷۸ | ۰۹ دقیقه و ۰۸ ثانیه | ۴۷°۰۶′شمالی ۸°۱۸′شرقی / ۴۷٫۱°شمالی ۸٫۳°شرقی     | ۹۳۶ کیلومتر (۵۸۲ مایل) |                 | [ ۲ ] |
| ۸ مه ۱۶۸۲       | ۱۲:۵۹:۰۲           | ۱۱         | کامل   | ۱.۰۶۸۵ | ۰۵ دقیقه و ۴۹ ثانیه | ۱۰°۰۰′جنوبی ۱۵۷°۰۰′شرقی / ۱۰٫۰°جنوبی ۱۵۷٫۰°شرقی | ۲۴۳ کیلومتر (۱۵۱ مایل) |                 | [ ۲ ] |
| ۱ نوامبر ۱۶۸۲   | ۰۱:۲۳:۳۴           | ۱۶         | حلقه‌ای | ۰.۹۴۷۷ | ۰۵ دقیقه و ۴۷ ثانیه | ۲°۱۲′شمالی ۳۴°۱۸′غربی / ۲٫۲°شمالی ۳۴٫۳°غربی     | ۱۹۷ کیلومتر (۱۲۲ مایل) |                 | [ ۲ ] |
| ۲۷ آوریل ۱۶۸۱   | ۰۳:۰۰:۵۸           | ۲۱         | کامل   | ۱.۰۱۸۸ | ۰۱ دقیقه و ۳۹ ثانیه | ۲۶°۴۲′شمالی ۷۴°۱۲′غربی / ۲۶٫۷°شمالی ۷۴٫۲°غربی   | ۶۸ کیلومتر (۴۲ مایل)   |                 | [ ۲ ] |
| ۲۰ اکتبر ۱۶۸۱   | ۰۹:۱۷:۵۶           | ۲۶         | مرکب   | ۱.۰۰۲۳ | ۰۰ دقیقه و ۱۲ ثانیه | ۲۹°۴۲′جنوبی ۱۷۴°۰۶′غربی / ۲۹٫۷°جنوبی ۱۷۴٫۱°غربی | ۹ کیلومتر (۵٫۶ مایل)   |                 | [ ۲ ] |
| ۱۶ آوریل ۱۶۸۰   | ۱۰:۱۱:۵۶           | ۳۱         | جزئی   | ۰.۶۶۸۱ | —                   | ۶۰°۳۶′شمالی ۹۲°۲۴′شرقی / ۶۰٫۶°شمالی ۹۲٫۴°شرقی   | —                      |                 | [ ۲ ] |
| ۱۰ سپتامبر ۱۶۸۰ | ۱۳:۲۸:۲۸           | -۲         | جزئی   | ۰.۰۳۳۱ | —                   | ۶۱°۱۲′شمالی ۱۰۹°۱۲′غربی / ۶۱٫۲°شمالی ۱۰۹٫۲°غربی | —                      |                 | [ ۲ ] |
| ۹ اکتبر ۱۶۸۰    | ۲۳:۱۹:۳۲           | ۳۶         | جزئی   | ۰.۷۷۶۳ | —                   | ۶۰°۳۶′جنوبی ۱۰۰°۱۲′غربی / ۶۰٫۶°جنوبی ۱۰۰٫۲°غربی | —                      |                 | [ ۲ ] |
| ۶ مارس ۱۶۷۹     | ۱۹:۴۷:۵۹           | ۳          | حلقه‌ای | ۰.۹۳۶۹ | ۰۴ دقیقه و ۳۴ ثانیه | ۶۳°۰۶′جنوبی ۱۱۹°۱۲′شرقی / ۶۳٫۱°جنوبی ۱۱۹٫۲°شرقی | ۶۹۶ کیلومتر (۴۳۲ مایل) |                 | [ ۲ ] |
| ۳۱ اوت ۱۶۷۹     | ۰۴:۴۴:۱۸           | ۸          | کامل   | ۱.۰۱۹۲ | ۰۱ دقیقه و ۱۳ ثانیه | ۶۲°۴۲′شمالی ۳۵°۱۲′غربی / ۶۲٫۷°شمالی ۳۵٫۲°غربی   | ۱۳۲ کیلومتر (۸۲ مایل)  |                 | [ ۲ ] |
| ۲۴ فوریه ۱۶۷۸   | ۰۰:۰۷:۴۸           | ۱۳         | حلقه‌ای | ۰.۹۸۷۷ | ۰۱ دقیقه و ۱۲ ثانیه | ۲۳°۴۸′جنوبی ۱۰°۳۰′غربی / ۲۳٫۸°جنوبی ۱۰٫۵°غربی   | ۴۴ کیلومتر (۲۷ مایل)   |                 | [ ۲ ] |
| ۲۰ اوت ۱۶۷۸     | ۱۴:۵۷:۰۸           | ۱۸         | حلقه‌ای | ۰.۹۷۵۷ | ۰۲ دقیقه و ۲۸ ثانیه | ۲۶°۱۸′شمالی ۱۲۲°۳۶′شرقی / ۲۶٫۳°شمالی ۱۲۲٫۶°شرقی | ۸۸ کیلومتر (۵۵ مایل)   |                 | [ ۲ ] |
| ۱۳ فوریه ۱۶۷۷   | ۱۱:۳۲:۵۲           | ۲۳         | کامل   | ۱.۰۳۶۱ | ۰۳ دقیقه و ۲۱ ثانیه | ۱۴°۱۸′شمالی ۱۶۱°۳۰′شرقی / ۱۴٫۳°شمالی ۱۶۱٫۵°شرقی | ۱۴۶ کیلومتر (۹۱ مایل)  |                 | [ ۲ ] |
| ۸ اوت ۱۶۷۷      | ۱۸:۰۴:۲۳           | ۲۸         | حلقه‌ای | ۰.۹۳۷۱ | ۰۸ دقیقه و ۰۴ ثانیه | ۱۴°۰۶′جنوبی ۶۰°۳۰′شرقی / ۱۴٫۱°جنوبی ۶۰٫۵°شرقی   | ۲۸۶ کیلومتر (۱۷۸ مایل) |                 | [ ۲ ] |
| ۳ ژانویه ۱۶۷۶   | ۱۷:۴۸:۵۶           | -۵         | جزئی   | ۰.۲۷۶۴ | —                   | ۶۵°۳۰′جنوبی ۱۱۶°۳۰′غربی / ۶۵٫۵°جنوبی ۱۱۶٫۵°غربی | —                      |                 | [ ۲ ] |
| ۲ فوریه ۱۶۷۶    | ۰۳:۲۲:۴۱           | ۳۳         | جزئی   | ۰.۵۵۴۸ | —                   | ۶۳°۰۰′شمالی ۱۰۶°۰۶′غربی / ۶۳٫۰°شمالی ۱۰۶٫۱°غربی | —                      |                 | [ ۲ ] |
| ۲۹ ژوئن ۱۶۷۶    | ۰۳:۳۷:۰۳           | ۰          | جزئی   | ۰.۰۴۹۳ | —                   | ۶۶°۲۴′شمالی ۱۰۲°۲۴′شرقی / ۶۶٫۴°شمالی ۱۰۲٫۴°شرقی | —                      |                 | [ ۲ ] |
| ۲۸ ژوئیه ۱۶۷۶   | ۱۸:۰۵:۵۰           | ۳۸         | جزئی   | ۰.۴۳۰۱ | —                   | ۶۳°۴۲′جنوبی ۳۷°۳۰′شرقی / ۶۳٫۷°جنوبی ۳۷٫۵°شرقی   | —                      |                 | [ ۲ ] |
| ۲۴ دسامبر ۱۶۷۶  | ۰۷:۱۷:۱۶           | ۵          | حلقه‌ای | ۰.۹۹۲۰ | ۰۰ دقیقه و ۳۴ ثانیه | ۷۲°۳۶′جنوبی ۱۲۴°۳۰′غربی / ۷۲٫۶°جنوبی ۱۲۴٫۵°غربی | ۴۳ کیلومتر (۲۷ مایل)   |                 | [ ۲ ] |
| ۱۸ ژوئن ۱۶۷۵    | ۱۱:۵۶:۴۴           | ۱۰         | کامل   | ۱.۰۲۲۷ | ۰۱ دقیقه و ۳۶ ثانیه | ۶۷°۲۴′شمالی ۱۵۵°۰۶′شرقی / ۶۷٫۴°شمالی ۱۵۵٫۱°شرقی | ۱۱۰ کیلومتر (۶۸ مایل)  |                 | [ ۲ ] |
| ۱۳ دسامبر ۱۶۷۵  | ۱۴:۰۹:۳۵           | ۱۵         | حلقه‌ای | ۰.۹۴۲۳ | ۰۷ دقیقه و ۰۴ ثانیه | ۲۵°۵۴′جنوبی ۱۲۸°۴۲′شرقی / ۲۵٫۹°جنوبی ۱۲۸٫۷°شرقی | ۲۱۴ کیلومتر (۱۳۳ مایل) |                 | [ ۲ ] |
| ۸ ژوئن ۱۶۷۴     | ۰۲:۴۵:۰۱           | ۲۰         | کامل   | ۱.۰۷۴۲ | ۰۶ دقیقه و ۴۹ ثانیه | ۱۶°۳۶′شمالی ۶۱°۳۶′غربی / ۱۶٫۶°شمالی ۶۱٫۶°غربی   | ۲۴۱ کیلومتر (۱۵۰ مایل) |                 | [ ۲ ] |
| ۲ دسامبر ۱۶۷۴   | ۱۴:۲۱:۴۷           | ۲۵         | حلقه‌ای | ۰.۹۱۳۵ | ۱۲ دقیقه و ۰۰ ثانیه | ۱۸°۵۴′شمالی ۱۳۰°۰۶′شرقی / ۱۸٫۹°شمالی ۱۳۰٫۱°شرقی | ۴۲۳ کیلومتر (۲۶۳ مایل) |                 | [ ۲ ] |
| ۲۷ مه ۱۶۷۳      | ۲۰:۰۳:۰۲           | ۳۰         | کامل   | ۱.۰۶۸۷ | ۰۵ دقیقه و ۳۹ ثانیه | ۳۵°۳۰′جنوبی ۴۸°۳۶′شرقی / ۳۵٫۵°جنوبی ۴۸٫۶°شرقی   | ۳۸۲ کیلومتر (۲۳۷ مایل) |                 | [ ۲ ] |
| ۲۰ نوامبر ۱۶۷۳  | ۱۴:۰۹:۴۷           | ۳۵         | جزئی   | ۰.۴۸۵۲ | —                   | ۶۹°۴۲′شمالی ۱۶۳°۰۶′شرقی / ۶۹٫۷°شمالی ۱۶۳٫۱°شرقی | —                      |                 | [ ۲ ] |
| ۱۸ آوریل ۱۶۷۲   | ۰۱:۲۲:۱۸           | ۲          | جزئی   | ۰.۹۴۳۶ | —                   | ۷۱°۳۶′شمالی ۱۴۳°۲۴′غربی / ۷۱٫۶°شمالی ۱۴۳٫۴°غربی | —                      |                 | [ ۲ ] |
| ۱۱ اکتبر ۱۶۷۲   | ۰۷:۳۰:۵۳           | ۷          | کامل   | ۱.۰۱۰۴ | ۰۰ دقیقه و ۴۳ ثانیه | ۶۱°۴۸′جنوبی ۱۶۹°۳۶′غربی / ۶۱٫۸°جنوبی ۱۶۹٫۶°غربی | ۸۹ کیلومتر (۵۵ مایل)   |                 | [ ۲ ] |
| ۷ آوریل ۱۶۷۱    | ۰۶:۲۷:۴۴           | ۱۲         | حلقه‌ای | ۰.۹۵۴۶ | ۰۵ دقیقه و ۲۹ ثانیه | ۱۶°۰۶′شمالی ۱۱۹°۰۰′غربی / ۱۶٫۱°شمالی ۱۱۹٫۰°غربی | ۱۷۲ کیلومتر (۱۰۷ مایل) |                 | [ ۲ ] |
| ۳۰ سپتامبر ۱۶۷۱ | ۲۲:۳۴:۴۶           | ۱۷         | کامل   | ۱.۰۵۱۳ | ۰۴ دقیقه و ۳۷ ثانیه | ۹°۱۲′جنوبی ۱°۴۲′غربی / ۹٫۲°جنوبی ۱٫۷°غربی       | ۱۷۴ کیلومتر (۱۰۸ مایل) |                 | [ ۲ ] |
| ۲۷ مارس ۱۶۷۰    | ۰۶:۵۵:۳۲           | ۲۲         | حلقه‌ای | ۰.۹۴۵۱ | ۰۶ دقیقه و ۱۴ ثانیه | ۳۰°۴۸′جنوبی ۱۰۹°۵۴′غربی / ۳۰٫۸°جنوبی ۱۰۹٫۹°غربی | ۲۲۹ کیلومتر (۱۴۲ مایل) |                 | [ ۲ ] |
| ۲۰ سپتامبر ۱۶۷۰ | ۱۴:۰۸:۴۱           | ۲۷         | کامل   | ۱.۰۳۱۳ | ۰۲ دقیقه و ۴۰ ثانیه | ۳۳°۵۴′شمالی ۱۳۸°۵۴′شرقی / ۳۳٫۹°شمالی ۱۳۸٫۹°شرقی | ۱۱۹ کیلومتر (۷۴ مایل)  |                 | [ ۲ ] |
| ۱۵ مارس ۱۶۶۹    | ۱۰:۰۴:۱۵           | ۳۲         | جزئی   | ۰.۶۲۵۴ | —                   | ۷۱°۱۸′جنوبی ۵۱°۴۲′غربی / ۷۱٫۳°جنوبی ۵۱٫۷°غربی   | —                      |                 | [ ۲ ] |
| ۹ سپتامبر ۱۶۶۹  | ۰۱:۳۵:۵۶           | ۳۷         | جزئی   | ۰.۵۷۷۱ | —                   | ۷۰°۴۸′شمالی ۸۲°۱۸′شرقی / ۷۰٫۸°شمالی ۸۲٫۳°شرقی   | —                      |                 | [ ۲ ] |
| ۳ فوریه ۱۶۶۸    | ۱۰:۴۸:۲۱           | ۴          | کامل   | ۱.۰۴۱۲ | ۰۳ دقیقه و ۴۰ ثانیه | ۳۰°۴۸′شمالی ۱۷۷°۲۴′شرقی / ۳۰٫۸°شمالی ۱۷۷٫۴°شرقی | ۲۲۱ کیلومتر (۱۳۷ مایل) |                 | [ ۲ ] |
| ۳۰ ژوئیه ۱۶۶۸   | ۱۳:۱۹:۴۲           | ۹          | حلقه‌ای | ۰.۹۲۹۷ | ۰۷ دقیقه و ۴۴ ثانیه | ۴۵°۱۲′جنوبی ۱۳۷°۰۰′شرقی / ۴۵٫۲°جنوبی ۱۳۷٫۰°شرقی | ۶۸۲ کیلومتر (۴۲۴ مایل) |                 | [ ۲ ] |
| ۲۴ ژانویه ۱۶۶۷  | ۰۲:۵۸:۱۳           | ۱۴         | کامل   | ۱.۰۵۵۴ | ۰۵ دقیقه و ۱۰ ثانیه | ۱۷°۴۲′جنوبی ۵۹°۳۶′غربی / ۱۷٫۷°جنوبی ۵۹٫۶°غربی   | ۱۸۴ کیلومتر (۱۱۴ مایل) |                 | [ ۲ ] |
| ۱۹ ژوئیه ۱۶۶۷   | ۱۳:۵۸:۱۱           | ۱۹         | حلقه‌ای | ۰.۹۵۷۷ | ۰۵ دقیقه و ۳۳ ثانیه | ۱۳°۴۲′شمالی ۱۳۱°۱۸′شرقی / ۱۳٫۷°شمالی ۱۳۱٫۳°شرقی | ۱۵۶ کیلومتر (۹۷ مایل)  |                 | [ ۲ ] |
| ۱۳ ژانویه ۱۶۶۶  | ۱۷:۳۸:۰۸           | ۲۴         | مرکب   | ۱.۰۱۱۵ | ۰۰ دقیقه و ۵۱ ثانیه | ۶۲°۴۸′جنوبی ۷۷°۳۶′شرقی / ۶۲٫۸°جنوبی ۷۷٫۶°شرقی   | ۵۱ کیلومتر (۳۲ مایل)   |                 | [ ۲ ] |
| ۸ ژوئیه ۱۶۶۶    | ۲۰:۲۸:۳۰           | ۲۹         | مرکب   | ۱.۰۰۷۹ | ۰۰ دقیقه و ۳۷ ثانیه | ۶۰°۰۰′شمالی ۲۵°۵۴′شرقی / ۶۰٫۰°شمالی ۲۵٫۹°شرقی   | ۳۴ کیلومتر (۲۱ مایل)   |                 | [ ۲ ] |
| ۳ ژانویه ۱۶۶۵   | ۰۲:۲۶:۴۱           | ۳۴         | جزئی   | ۰.۲۸۸۱ | —                   | ۶۵°۲۴′جنوبی ۱۴۱°۰۰′شرقی / ۶۵٫۴°جنوبی ۱۴۱٫۰°شرقی | —                      |                 | [ ۲ ] |
| ۲۹ مه ۱۶۶۵      | ۰۳:۰۶:۱۸           | ۱          | جزئی   | ۰.۶۰۵۲ | —                   | ۶۲°۲۴′جنوبی ۱۸°۰۰′غربی / ۶۲٫۴°جنوبی ۱۸٫۰°غربی   | —                      |                 | [ ۲ ] |
| ۲۷ ژوئن ۱۶۶۵    | ۱۰:۰۱:۵۸           | ۳۹         | جزئی   | ۰.۴۵۳۸ | —                   | ۶۴°۳۶′شمالی ۳۲°۴۲′شرقی / ۶۴٫۶°شمالی ۳۲٫۷°شرقی   | —                      |                 | [ ۲ ] |
| ۲۲ نوامبر ۱۶۶۵  | ۰۸:۳۳:۵۴           | ۶          | حلقه‌ای | ۰.۹۰۸۳ | ۰۹ دقیقه و ۲۶ ثانیه | ۴۶°۰۶′شمالی ۱۱۸°۳۰′غربی / ۴۶٫۱°شمالی ۱۱۸٫۵°غربی | ۹۵۵ کیلومتر (۵۹۳ مایل) |                 | [ ۲ ] |
| ۱۸ مه ۱۶۶۴      | ۲۰:۱۷:۲۶           | ۱۱         | کامل   | ۱.۰۶۵۶ | ۰۵ دقیقه و ۴۴ ثانیه | ۱۱°۳۰′جنوبی ۴۶°۰۶′شرقی / ۱۱٫۵°جنوبی ۴۶٫۱°شرقی   | ۲۴۴ کیلومتر (۱۵۲ مایل) |                 | [ ۲ ] |
| ۱۱ نوامبر ۱۶۶۴  | ۰۹:۴۱:۲۵           | ۱۶         | حلقه‌ای | ۰.۹۴۹۷ | ۰۵ دقیقه و ۴۰ ثانیه | ۱°۳۶′جنوبی ۱۶۱°۰۰′غربی / ۱٫۶°جنوبی ۱۶۱٫۰°غربی   | ۱۸۹ کیلومتر (۱۱۷ مایل) |                 | [ ۲ ] |
| ۸ مه ۱۶۶۳       | ۰۹:۵۹:۱۹           | ۲۱         | مرکب   | ۱.۰۱۶۲ | ۰۱ دقیقه و ۲۸ ثانیه | ۲۶°۴۲′شمالی ۱۷۸°۳۶′غربی / ۲۶٫۷°شمالی ۱۷۸٫۶°غربی | ۵۸ کیلومتر (۳۶ مایل)   |                 | [ ۲ ] |
| ۳۱ اکتبر ۱۶۶۳   | ۱۷:۵۶:۵۹           | ۲۶         | مرکب   | ۱.۰۰۴۰ | ۰۰ دقیقه و ۲۰ ثانیه | ۳۴°۰۶′جنوبی ۵۴°۰۶′شرقی / ۳۴٫۱°جنوبی ۵۴٫۱°شرقی   | ۱۵ کیلومتر (۹٫۳ مایل)  |                 | [ ۲ ] |
| ۲۷ آوریل ۱۶۶۲   | ۱۶:۴۴:۰۲           | ۳۱         | جزئی   | ۰.۸۰۵۶ | —                   | ۶۰°۴۸′شمالی ۱۶°۰۰′غربی / ۶۰٫۸°شمالی ۱۶٫۰°غربی   | —                      |                 | [ ۲ ] |
| ۲۱ اکتبر ۱۶۶۲   | ۰۸:۰۵:۵۵           | ۳۶         | جزئی   | ۰.۷۸۸۷ | —                   | ۶۰°۴۲′جنوبی ۱۱۷°۵۴′شرقی / ۶۰٫۷°جنوبی ۱۱۷٫۹°شرقی | —                      |                 | [ ۲ ] |
| ۱۷ مارس ۱۶۶۱    | ۰۲:۳۸:۱۷           | ۳          | حلقه‌ای | ۰.۹۵۷۴ | —                   | ۶۰°۴۲′جنوبی ۴۷°۴۲′شرقی / ۶۰٫۷°جنوبی ۴۷٫۷°شرقی   | —                      |                 | [ ۲ ] |
| ۱۰ سپتامبر ۱۶۶۱ | ۱۲:۵۴:۰۹           | ۸          | کامل   | ۱.۰۱۲۳ | ۰۰ دقیقه و ۴۷ ثانیه | ۶۰°۱۸′شمالی ۱۵۶°۴۸′غربی / ۶۰٫۳°شمالی ۱۵۶٫۸°غربی | ۹۵ کیلومتر (۵۹ مایل)   |                 | [ ۲ ] |
| ۶ مارس ۱۶۶۰     | ۰۷:۳۱:۳۵           | ۱۳         | حلقه‌ای | ۰.۹۹۴۱ | ۰۰ دقیقه و ۳۴ ثانیه | ۲۲°۳۶′جنوبی ۱۲۱°۴۸′غربی / ۲۲٫۶°جنوبی ۱۲۱٫۸°غربی | ۲۱ کیلومتر (۱۳ مایل)   |                 | [ ۲ ] |
| ۳۰ اوت ۱۶۶۰     | ۲۲:۳۳:۵۳           | ۱۸         | حلقه‌ای | ۰.۹۶۹۴ | ۰۳ دقیقه و ۰۶ ثانیه | ۲۴°۴۸′شمالی ۸°۰۶′شرقی / ۲۴٫۸°شمالی ۸٫۱°شرقی     | ۱۱۲ کیلومتر (۷۰ مایل)  |                 | [ ۲ ] |
| ۲۳ فوریه ۱۶۵۹   | ۱۹:۲۹:۲۶           | ۲۳         | کامل   | ۱.۰۴۲۵ | ۰۳ دقیقه و ۴۸ ثانیه | ۱۴°۰۶′شمالی ۴۰°۰۰′شرقی / ۱۴٫۱°شمالی ۴۰٫۰°شرقی   | ۱۶۵ کیلومتر (۱۰۳ مایل) |                 | [ ۲ ] |
| ۲۰ اوت ۱۶۵۹     | ۰۱:۰۹:۳۱           | ۲۸         | حلقه‌ای | ۰.۹۳۳۴ | ۰۸ دقیقه و ۲۱ ثانیه | ۱۲°۴۸′جنوبی ۴۸°۰۶′غربی / ۱۲٫۸°جنوبی ۴۸٫۱°غربی   | ۲۹۱ کیلومتر (۱۸۱ مایل) |                 | [ ۲ ] |
| ۱۵ ژانویه ۱۶۵۸  | ۰۲:۲۲:۰۵           | -۵         | جزئی   | ۰.۲۴۴۳ | —                   | ۶۴°۳۰′جنوبی ۱۰۳°۲۴′شرقی / ۶۴٫۵°جنوبی ۱۰۳٫۴°شرقی | —                      |                 | [ ۲ ] |
| ۱۳ فوریه ۱۶۵۸   | ۱۱:۳۶:۱۶           | ۳۳         | جزئی   | ۰.۶۱۶۲ | —                   | ۶۲°۱۸′شمالی ۱۱۹°۳۰′شرقی / ۶۲٫۳°شمالی ۱۱۹٫۵°شرقی | —                      |                 | [ ۲ ] |
| ۹ اوت ۱۶۵۸      | ۰۱:۰۵:۰۸           | ۳۸         | جزئی   | ۰.۵۲۹۸ | —                   | ۶۲°۵۴′جنوبی ۷۸°۳۰′غربی / ۶۲٫۹°جنوبی ۷۸٫۵°غربی   | —                      |                 | [ ۲ ] |
| ۴ ژانویه ۱۶۵۷   | ۱۵:۴۱:۴۳           | ۵          | حلقه‌ای | ۰.۹۹۰۹ | ۰۰ دقیقه و ۳۷ ثانیه | ۷۳°۲۴′جنوبی ۱۲۲°۱۸′شرقی / ۷۳٫۴°جنوبی ۱۲۲٫۳°شرقی | ۵۰ کیلومتر (۳۱ مایل)   |                 | [ ۲ ] |
| ۲۸ ژوئن ۱۶۵۷    | ۱۹:۰۸:۳۱           | ۱۰         | کامل   | ۱.۰۲۳۱ | ۰۱ دقیقه و ۳۱ ثانیه | ۷۴°۲۴′شمالی ۵۵°۴۸′شرقی / ۷۴٫۴°شمالی ۵۵٫۸°شرقی   | ۱۲۵ کیلومتر (۷۸ مایل)  |                 | [ ۲ ] |
| ۲۳ دسامبر ۱۶۵۷  | ۲۲:۱۵:۰۴           | ۱۵         | حلقه‌ای | ۰.۹۴۱۷ | ۰۷ دقیقه و ۰۶ ثانیه | ۲۷°۴۸′جنوبی ۷°۰۶′شرقی / ۲۷٫۸°جنوبی ۷٫۱°شرقی     | ۲۱۶ کیلومتر (۱۳۴ مایل) |                 | [ ۲ ] |
| ۱۸ ژوئن ۱۶۵۶    | ۱۰:۱۱:۱۵           | ۲۰         | کامل   | ۱.۰۷۴۵ | ۰۶ دقیقه و ۴۱ ثانیه | ۲۲°۳۶′شمالی ۱۷۵°۰۰′غربی / ۲۲٫۶°شمالی ۱۷۵٫۰°غربی | ۲۴۲ کیلومتر (۱۵۰ مایل) |                 | [ ۲ ] |
| ۱۲ دسامبر ۱۶۵۶  | ۲۲:۱۷:۵۴           | ۲۵         | حلقه‌ای | ۰.۹۱۴۷ | ۱۲ دقیقه و ۰۷ ثانیه | ۱۶°۲۴′شمالی ۷°۳۰′شرقی / ۱۶٫۴°شمالی ۷٫۵°شرقی     | ۴۱۴ کیلومتر (۲۵۷ مایل) |                 | [ ۲ ] |
| ۸ ژوئن ۱۶۵۵     | ۰۳:۲۶:۲۰           | ۳۰         | کامل   | ۱.۰۶۷۸ | ۰۵ دقیقه و ۵۸ ثانیه | ۲۶°۵۴′جنوبی ۶۸°۳۶′غربی / ۲۶٫۹°جنوبی ۶۸٫۶°غربی   | ۳۲۹ کیلومتر (۲۰۴ مایل) |                 | [ ۲ ] |
| ۱ دسامبر ۱۶۵۵   | ۲۲:۲۱:۴۹           | ۳۵         | جزئی   | ۰.۴۹۲۸ | —                   | ۶۸°۴۸′شمالی ۲۶°۱۲′شرقی / ۶۸٫۸°شمالی ۲۶٫۲°شرقی   | —                      |                 | [ ۲ ] |
| ۲۹ آوریل ۱۶۵۴   | ۰۸:۱۵:۱۷           | ۲          | جزئی   | ۰.۷۹۸۴ | —                   | ۷۱°۱۲′شمالی ۹۷°۵۴′شرقی / ۷۱٫۲°شمالی ۹۷٫۹°شرقی   | —                      |                 | [ ۲ ] |
| ۲۸ مه ۱۶۵۴      | ۱۸:۱۲:۴۱           | ۴۰         | جزئی   | ۰.۰۰۷۳ | —                   | ۶۹°۰۶′جنوبی ۹۴°۳۰′شرقی / ۶۹٫۱°جنوبی ۹۴٫۵°شرقی   | —                      |                 | [ ۲ ] |
| ۲۲ اکتبر ۱۶۵۴   | ۱۶:۱۰:۲۷           | ۷          | کامل   | ۱.۰۱۱۱ | ۰۰ دقیقه و ۴۴ ثانیه | ۶۵°۵۴′جنوبی ۵۳°۰۰′شرقی / ۶۵٫۹°جنوبی ۵۳٫۰°شرقی   | ۹۶ کیلومتر (۶۰ مایل)   |                 | [ ۲ ] |
| ۱۷ آوریل ۱۶۵۳   | ۱۲:۵۷:۲۴           | ۱۲         | حلقه‌ای | ۰.۹۵۴۲ | ۰۵ دقیقه و ۱۹ ثانیه | ۲۵°۰۶′شمالی ۱۳۸°۵۴′شرقی / ۲۵٫۱°شمالی ۱۳۸٫۹°شرقی | ۱۷۹ کیلومتر (۱۱۱ مایل) |                 | [ ۲ ] |
| ۱۱ اکتبر ۱۶۵۳   | ۰۷:۱۷:۳۲           | ۱۷         | کامل   | ۱.۰۴۹۲ | ۰۴ دقیقه و ۲۲ ثانیه | ۱۴°۱۲′جنوبی ۱۳۴°۵۴′غربی / ۱۴٫۲°جنوبی ۱۳۴٫۹°غربی | ۱۶۷ کیلومتر (۱۰۴ مایل) |                 | [ ۲ ] |
| ۶ آوریل ۱۶۵۲    | ۱۳:۲۶:۴۹           | ۲۲         | حلقه‌ای | ۰.۹۴۹۰ | ۰۶ دقیقه و ۰۶ ثانیه | ۲۱°۵۴′جنوبی ۱۴۷°۱۸′شرقی / ۲۱٫۹°جنوبی ۱۴۷٫۳°شرقی | ۲۰۳ کیلومتر (۱۲۶ مایل) |                 | [ ۲ ] |
| ۳۰ سپتامبر ۱۶۵۲ | ۲۲:۳۷:۴۲           | ۲۷         | کامل   | ۱.۰۲۶۴ | ۰۲ دقیقه و ۲۰ ثانیه | ۲۸°۳۶′شمالی ۹°۰۰′شرقی / ۲۸٫۶°شمالی ۹٫۰°شرقی     | ۱۰۰ کیلومتر (۶۲ مایل)  |                 | [ ۲ ] |
| ۲۶ مارس ۱۶۵۱    | ۱۷:۰۶:۵۰           | ۳۲         | جزئی   | ۰.۷۴۵۷ | —                   | ۷۱°۳۶′جنوبی ۱۷۲°۵۴′غربی / ۷۱٫۶°جنوبی ۱۷۲٫۹°غربی | —                      |                 | [ ۲ ] |
| ۲۰ سپتامبر ۱۶۵۱ | ۰۹:۳۵:۰۵           | ۳۷         | جزئی   | ۰.۶۰۸۳ | —                   | ۷۱°۱۸′شمالی ۵۲°۴۸′غربی / ۷۱٫۳°شمالی ۵۲٫۸°غربی   | —                      |                 | [ ۲ ] |
| ۱۴ فوریه ۱۶۵۰   | ۱۸:۵۵:۴۴           | ۴          | کامل   | ۱.۰۴۵۶ | ۰۳ دقیقه و ۵۱ ثانیه | ۳۶°۰۶′شمالی ۴۹°۴۸′شرقی / ۳۶٫۱°شمالی ۴۹٫۸°شرقی   | ۲۶۱ کیلومتر (۱۶۲ مایل) |                 | [ ۲ ] |
| ۱۰ اوت ۱۶۵۰     | ۲۰:۱۴:۲۷           | ۹          | حلقه‌ای | ۰.۹۲۳۷ | ۰۷ دقیقه و ۲۱ ثانیه | ۵۷°۴۸′جنوبی ۲۲°۴۸′شرقی / ۵۷٫۸°جنوبی ۲۲٫۸°شرقی   | —                      |                 | [ ۲ ] |
| ۴ فوریه ۱۶۴۹    | ۱۱:۱۷:۵۷           | ۱۴         | کامل   | ۱.۰۵۷۷ | ۰۵ دقیقه و ۲۴ ثانیه | ۱۴°۰۶′جنوبی ۱۷۳°۵۴′شرقی / ۱۴٫۱°جنوبی ۱۷۳٫۹°شرقی | ۱۹۱ کیلومتر (۱۱۹ مایل) |                 | [ ۲ ] |
| ۲۹ ژوئیه ۱۶۴۹   | ۲۰:۵۴:۵۱           | ۱۹         | حلقه‌ای | ۰.۹۵۷۰ | ۰۵ دقیقه و ۴۲ ثانیه | ۸°۴۲′شمالی ۲۵°۱۲′شرقی / ۸٫۷°شمالی ۲۵٫۲°شرقی     | ۱۶۱ کیلومتر (۱۰۰ مایل) |                 | [ ۲ ] |
| ۲۴ ژانویه ۱۶۴۸  | ۰۱:۵۳:۴۷           | ۲۴         | مرکب   | ۱.۰۱۱۷ | ۰۰ دقیقه و ۵۳ ثانیه | ۶۰°۰۶′جنوبی ۴۱°۰۶′غربی / ۶۰٫۱°جنوبی ۴۱٫۱°غربی   | ۵۱ کیلومتر (۳۲ مایل)   |                 | [ ۲ ] |
| ۱۹ ژوئیه ۱۶۴۸   | ۰۳:۴۶:۱۵           | ۲۹         | مرکب   | ۱.۰۰۹۶ | ۰۰ دقیقه و ۴۷ ثانیه | ۵۵°۱۸′شمالی ۷۸°۴۲′غربی / ۵۵٫۳°شمالی ۷۸٫۷°غربی   | ۳۹ کیلومتر (۲۴ مایل)   |                 | [ ۲ ] |
| ۱۳ ژانویه ۱۶۴۷  | ۱۰:۲۵:۳۹           | ۳۴         | جزئی   | ۰.۳۱۰۹ | —                   | ۶۶°۲۴′جنوبی ۹°۰۶′شرقی / ۶۶٫۴°جنوبی ۹٫۱°شرقی     | —                      |                 | [ ۲ ] |
| ۹ ژوئن ۱۶۴۷     | ۱۰:۳۱:۳۱           | ۱          | جزئی   | ۰.۴۶۷۸ | —                   | ۶۳°۰۶′جنوبی ۱۴۰°۱۸′غربی / ۶۳٫۱°جنوبی ۱۴۰٫۳°غربی | —                      |                 | [ ۲ ] |
| ۸ ژوئیه ۱۶۴۷    | ۱۷:۳۴:۰۵           | ۳۹         | جزئی   | ۰.۵۸۰۲ | —                   | ۶۵°۳۰′شمالی ۹۲°۰۰′غربی / ۶۵٫۵°شمالی ۹۲٫۰°غربی   | —                      |                 | [ ۲ ] |
| ۳ دسامبر ۱۶۴۷   | ۱۶:۳۵:۰۷           | ۶          | حلقه‌ای | ۰.۹۰۹۵ | ۰۹ دقیقه و ۳۶ ثانیه | ۴۵°۳۶′شمالی ۱۱۴°۴۲′شرقی / ۴۵٫۶°شمالی ۱۱۴٫۷°شرقی | ۹۷۱ کیلومتر (۶۰۳ مایل) |                 | [ ۲ ] |
| ۳۰ مه ۱۶۴۶      | ۰۳:۳۵:۲۶           | ۱۱         | کامل   | ۱.۰۶۱۹ | ۰۵ دقیقه و ۳۳ ثانیه | ۱۴°۰۰′جنوبی ۶۵°۰۶′غربی / ۱۴٫۰°جنوبی ۶۵٫۱°غربی   | ۲۴۴ کیلومتر (۱۵۲ مایل) |                 | [ ۲ ] |
| ۲۲ نوامبر ۱۶۴۶  | ۱۸:۰۰:۵۷           | ۱۶         | حلقه‌ای | ۰.۹۵۲۳ | ۰۵ دقیقه و ۳۰ ثانیه | ۴°۵۴′جنوبی ۷۲°۰۰′شرقی / ۴٫۹°جنوبی ۷۲٫۰°شرقی     | ۱۷۹ کیلومتر (۱۱۱ مایل) |                 | [ ۲ ] |
| ۱۸ مه ۱۶۴۵      | ۱۶:۵۴:۴۰           | ۲۱         | مرکب   | ۱.۰۱۳۱ | ۰۱ دقیقه و ۱۳ ثانیه | ۲۶°۱۸′شمالی ۷۸°۰۶′شرقی / ۲۶٫۳°شمالی ۷۸٫۱°شرقی   | ۴۶ کیلومتر (۲۹ مایل)   |                 | [ ۲ ] |
| ۱۱ نوامبر ۱۶۴۵  | ۰۲:۳۸:۰۹           | ۲۶         | مرکب   | ۱.۰۰۶۲ | ۰۰ دقیقه و ۳۰ ثانیه | ۳۸°۳۰′جنوبی ۷۷°۳۶′غربی / ۳۸٫۵°جنوبی ۷۷٫۶°غربی   | ۲۴ کیلومتر (۱۵ مایل)   |                 | [ ۲ ] |
| ۷ مه ۱۶۴۴       | ۲۳:۱۱:۴۹           | ۳۱         | جزئی   | ۰.۹۴۸۳ | —                   | ۶۱°۱۲′شمالی ۱۲۳°۲۴′غربی / ۶۱٫۲°شمالی ۱۲۳٫۴°غربی | —                      |                 | [ ۲ ] |
| ۳۱ اکتبر ۱۶۴۴   | ۱۶:۵۶:۰۷           | ۳۶         | جزئی   | ۰.۷۹۵۲ | —                   | ۶۱°۰۰′جنوبی ۲۵°۰۰′غربی / ۶۱٫۰°جنوبی ۲۵٫۰°غربی   | —                      |                 | [ ۲ ] |
| ۲۸ مارس ۱۶۴۳    | ۰۹:۲۲:۰۴           | ۳          | جزئی   | ۰.۸۴۲۳ | —                   | ۶۰°۳۰′جنوبی ۶۳°۳۶′غربی / ۶۰٫۵°جنوبی ۶۳٫۶°غربی   | —                      |                 | [ ۲ ] |
| ۲۱ سپتامبر ۱۶۴۳ | ۲۱:۱۰:۳۴           | ۸          | مرکب   | ۱.۰۰۵۷ | ۰۰ دقیقه و ۲۲ ثانیه | ۵۸°۰۶′شمالی ۷۷°۵۴′شرقی / ۵۸٫۱°شمالی ۷۷٫۹°شرقی   | ۵۰ کیلومتر (۳۱ مایل)   |                 | [ ۲ ] |
| ۱۷ مارس ۱۶۴۲    | ۱۴:۴۸:۵۹           | ۱۳         | مرکب   | ۱.۰۰۰۲ | ۰۰ دقیقه و ۰۱ ثانیه | ۲۱°۳۰′جنوبی ۱۲۸°۲۴′شرقی / ۲۱٫۵°جنوبی ۱۲۸٫۴°شرقی | ۱ کیلومتر (۰٫۶۲ مایل)  |                 | [ ۲ ] |
| ۱۱ سپتامبر ۱۶۴۲ | ۰۶:۱۸:۱۷           | ۱۸         | حلقه‌ای | ۰.۹۶۳۳ | ۰۳ دقیقه و ۴۳ ثانیه | ۲۲°۲۴′شمالی ۱۰۸°۴۸′غربی / ۲۲٫۴°شمالی ۱۰۸٫۸°غربی | ۱۳۶ کیلومتر (۸۵ مایل)  |                 | [ ۲ ] |
| ۶ مارس ۱۶۴۱     | ۰۳:۱۶:۵۰           | ۲۳         | کامل   | ۱.۰۴۸۸ | ۰۴ دقیقه و ۱۳ ثانیه | ۱۴°۱۲′شمالی ۷۸°۴۸′غربی / ۱۴٫۲°شمالی ۷۸٫۸°غربی   | ۱۸۲ کیلومتر (۱۱۳ مایل) |                 | [ ۲ ] |
| ۳۰ اوت ۱۶۴۱     | ۰۸:۲۴:۱۱           | ۲۸         | حلقه‌ای | ۰.۹۲۹۸ | ۰۸ دقیقه و ۳۴ ثانیه | ۱۲°۵۴′جنوبی ۱۵۹°۰۰′غربی / ۱۲٫۹°جنوبی ۱۵۹٫۰°غربی | ۲۹۹ کیلومتر (۱۸۶ مایل) |                 | [ ۲ ] |
| ۲۵ ژانویه ۱۶۴۰  | ۱۰:۴۵:۵۵           | -۵         | جزئی   | ۰.۱۹۷۹ | —                   | ۶۳°۳۶′جنوبی ۳۳°۵۴′غربی / ۶۳٫۶°جنوبی ۳۳٫۹°غربی   | —                      |                 | [ ۲ ] |
| ۲۳ فوریه ۱۶۴۰   | ۱۹:۳۹:۲۹           | ۳۳         | جزئی   | ۰.۶۹۳۷ | —                   | ۶۱°۳۶′شمالی ۱۲°۰۰′غربی / ۶۱٫۶°شمالی ۱۲٫۰°غربی   | —                      |                 | [ ۲ ] |
| ۱۹ اوت ۱۶۴۰     | ۰۸:۱۵:۳۰           | ۳۸         | جزئی   | ۰.۶۱۵۴ | —                   | ۶۲°۰۶′جنوبی ۱۶۳°۰۶′شرقی / ۶۲٫۱°جنوبی ۱۶۳٫۱°شرقی | —                      |                 | [ ۲ ] |
| ۱۴ ژانویه ۱۶۳۹  | ۲۳:۵۷:۰۲           | ۵          | حلقه‌ای | ۰.۹۹۰۱ | ۰۰ دقیقه و ۴۱ ثانیه | ۷۲°۴۸′جنوبی ۱۱°۴۲′شرقی / ۷۲٫۸°جنوبی ۱۱٫۷°شرقی   | ۵۶ کیلومتر (۳۵ مایل)   |                 | [ ۲ ] |
| ۱۰ ژوئیه ۱۶۳۹   | ۰۲:۲۷:۵۹           | ۱۰         | کامل   | ۱.۰۲۲۷ | ۰۱ دقیقه و ۲۴ ثانیه | ۷۹°۲۴′شمالی ۳۰°۱۸′غربی / ۷۹٫۴°شمالی ۳۰٫۳°غربی   | ۱۴۲ کیلومتر (۸۸ مایل)  |                 | [ ۲ ] |
| ۴ ژانویه ۱۶۳۸   | ۰۶:۱۴:۲۴           | ۱۵         | حلقه‌ای | ۰.۹۴۱۷ | ۰۷ دقیقه و ۰۱ ثانیه | ۲۸°۵۴′جنوبی ۱۱۲°۳۶′غربی / ۲۸٫۹°جنوبی ۱۱۲٫۶°غربی | ۲۱۷ کیلومتر (۱۳۵ مایل) |                 | [ ۲ ] |
| ۲۹ ژوئن ۱۶۳۸    | ۱۷:۴۰:۲۲           | ۲۰         | کامل   | ۱.۰۷۴۰ | ۰۶ دقیقه و ۲۷ ثانیه | ۲۷°۴۲′شمالی ۷۱°۴۲′شرقی / ۲۷٫۷°شمالی ۷۱٫۷°شرقی   | ۲۴۱ کیلومتر (۱۵۰ مایل) |                 | [ ۲ ] |
| ۲۴ دسامبر ۱۶۳۸  | ۰۶:۱۱:۲۵           | ۲۵         | حلقه‌ای | ۰.۹۱۶۵ | ۱۱ دقیقه و ۵۸ ثانیه | ۱۴°۲۴′شمالی ۱۱۴°۲۴′غربی / ۱۴٫۴°شمالی ۱۱۴٫۴°غربی | ۴۰۱ کیلومتر (۲۴۹ مایل) |                 | [ ۲ ] |
| ۱۸ ژوئن ۱۶۳۷    | ۱۰:۴۹:۵۲           | ۳۰         | کامل   | ۱.۰۶۵۹ | ۰۶ دقیقه و ۰۶ ثانیه | ۱۹°۳۰′جنوبی ۱۷۵°۲۴′شرقی / ۱۹٫۵°جنوبی ۱۷۵٫۴°شرقی | ۲۹۰ کیلومتر (۱۸۰ مایل) |                 | [ ۲ ] |
| ۱۲ دسامبر ۱۶۳۷  | ۰۶:۳۲:۴۸           | ۳۵         | جزئی   | ۰.۵۰۲۷ | —                   | ۶۷°۴۲′شمالی ۱۰۹°۴۸′غربی / ۶۷٫۷°شمالی ۱۰۹٫۸°غربی | —                      |                 | [ ۲ ] |
| ۹ مه ۱۶۳۶       | ۱۵:۰۲:۵۳           | ۲          | جزئی   | ۰.۶۴۸۴ | —                   | ۷۰°۳۶′شمالی ۱۸°۵۴′غربی / ۷۰٫۶°شمالی ۱۸٫۹°غربی   | —                      |                 | [ ۲ ] |
| ۸ ژوئن ۱۶۳۶     | ۰۱:۱۴:۲۸           | ۴۰         | جزئی   | ۰.۱۳۷۲ | —                   | ۶۸°۱۲′جنوبی ۲۴°۳۰′غربی / ۶۸٫۲°جنوبی ۲۴٫۵°غربی   | —                      |                 | [ ۲ ] |
| ۲ نوامبر ۱۶۳۶   | ۰۰:۵۵:۰۱           | ۷          | کامل   | ۱.۰۱۲۴ | ۰۰ دقیقه و ۴۷ ثانیه | ۶۹°۴۸′جنوبی ۸۴°۴۲′غربی / ۶۹٫۸°جنوبی ۸۴٫۷°غربی   | ۱۰۶ کیلومتر (۶۶ مایل)  |                 | [ ۲ ] |
| ۲۸ آوریل ۱۶۳۵   | ۱۹:۲۳:۰۲           | ۱۲         | حلقه‌ای | ۰.۹۵۳۳ | ۰۵ دقیقه و ۰۸ ثانیه | ۳۴°۱۸′شمالی ۳۷°۵۴′شرقی / ۳۴٫۳°شمالی ۳۷٫۹°شرقی   | ۱۹۰ کیلومتر (۱۲۰ مایل) |                 | [ ۲ ] |
| ۲۲ اکتبر ۱۶۳۵   | ۱۶:۰۴:۱۲           | ۱۷         | کامل   | ۱.۰۴۷۴ | ۰۴ دقیقه و ۱۰ ثانیه | ۱۹°۰۰′جنوبی ۹۱°۰۶′شرقی / ۱۹٫۰°جنوبی ۹۱٫۱°شرقی   | ۱۶۲ کیلومتر (۱۰۱ مایل) |                 | [ ۲ ] |
| ۱۷ آوریل ۱۶۳۴   | ۱۹:۵۵:۴۳           | ۲۲         | حلقه‌ای | ۰.۹۵۲۷ | ۰۵ دقیقه و ۵۳ ثانیه | ۱۳°۰۰′جنوبی ۴۵°۱۸′شرقی / ۱۳٫۰°جنوبی ۴۵٫۳°شرقی   | ۱۸۲ کیلومتر (۱۱۳ مایل) |                 | [ ۲ ] |
| ۱۲ اکتبر ۱۶۳۴   | ۰۷:۱۱:۲۱           | ۲۷         | کامل   | ۱.۰۲۱۷ | ۰۲ دقیقه و ۰۰ ثانیه | ۲۳°۴۲′شمالی ۱۲۲°۱۲′غربی / ۲۳٫۷°شمالی ۱۲۲٫۲°غربی | ۸۳ کیلومتر (۵۲ مایل)   |                 | [ ۲ ] |
| ۶ آوریل ۱۶۳۳    | ۰۰:۰۴:۴۲           | ۳۲         | جزئی   | ۰.۸۷۶۳ | —                   | ۷۱°۴۲′جنوبی ۶۷°۰۰′شرقی / ۷۱٫۷°جنوبی ۶۷٫۰°شرقی   | —                      |                 | [ ۲ ] |
| ۳۰ سپتامبر ۱۶۳۳ | ۱۷:۴۰:۳۶           | ۳۷         | جزئی   | ۰.۶۲۸۸ | —                   | ۷۱°۳۶′شمالی ۱۷۰°۰۶′شرقی / ۷۱٫۶°شمالی ۱۷۰٫۱°شرقی | —                      |                 | [ ۲ ] |
| ۲۵ فوریه ۱۶۳۲   | ۰۲:۵۴:۵۶           | ۴          | کامل   | ۱.۰۴۹۵ | ۰۳ دقیقه و ۵۴ ثانیه | ۴۲°۴۸′شمالی ۷۷°۰۰′غربی / ۴۲٫۸°شمالی ۷۷٫۰°غربی   | ۳۱۵ کیلومتر (۱۹۶ مایل) |                 | [ ۲ ] |
| ۲۱ اوت ۱۶۳۲     | ۰۳:۱۹:۰۸           | ۹          | جزئی   | ۰.۹۰۹۹ | —                   | ۶۹°۳۶′جنوبی ۱۰۴°۱۲′غربی / ۶۹٫۶°جنوبی ۱۰۴٫۲°غربی | —                      |                 | [ ۲ ] |
| ۱۴ فوریه ۱۶۳۱   | ۱۹:۲۸:۰۹           | ۱۴         | کامل   | ۱.۰۵۹۷ | ۰۵ دقیقه و ۳۵ ثانیه | ۹°۲۴′جنوبی ۴۹°۱۲′شرقی / ۹٫۴°جنوبی ۴۹٫۲°شرقی     | ۱۹۸ کیلومتر (۱۲۳ مایل) |                 | [ ۲ ] |
| ۱۰ اوت ۱۶۳۱     | ۰۴:۰۳:۲۷           | ۱۹         | حلقه‌ای | ۰.۹۵۶۲ | ۰۵ دقیقه و ۴۶ ثانیه | ۳°۳۶′شمالی ۸۴°۳۰′غربی / ۳٫۶°شمالی ۸۴٫۵°غربی     | ۱۶۶ کیلومتر (۱۰۳ مایل) |                 | [ ۲ ] |
| ۴ فوریه ۱۶۳۰    | ۰۹:۵۹:۴۱           | ۲۴         | مرکب   | ۱.۰۱۲۱ | ۰۰ دقیقه و ۵۷ ثانیه | ۵۵°۴۸′جنوبی ۱۵۹°۴۸′غربی / ۵۵٫۸°جنوبی ۱۵۹٫۸°غربی | ۵۱ کیلومتر (۳۲ مایل)   |                 | [ ۲ ] |
| ۳۰ ژوئیه ۱۶۳۰   | ۱۱:۱۲:۵۸           | ۲۹         | مرکب   | ۱.۰۱۰۸ | ۰۰ دقیقه و ۵۵ ثانیه | ۵۰°۱۲′شمالی ۱۷۲°۰۶′شرقی / ۵۰٫۲°شمالی ۱۷۲٫۱°شرقی | ۴۲ کیلومتر (۲۶ مایل)   |                 | [ ۲ ] |
| ۲۴ ژانویه ۱۶۲۹  | ۱۸:۱۴:۵۸           | ۳۴         | جزئی   | ۰.۳۴۵۲ | —                   | ۶۷°۳۰′جنوبی ۱۲۰°۴۸′غربی / ۶۷٫۵°جنوبی ۱۲۰٫۸°غربی | —                      |                 | [ ۲ ] |
| ۱۹ ژوئن ۱۶۲۹    | ۱۷:۵۹:۱۲           | ۱          | جزئی   | ۰.۳۳۵۱ | —                   | ۶۴°۰۰′جنوبی ۹۶°۳۰′شرقی / ۶۴٫۰°جنوبی ۹۶٫۵°شرقی   | —                      |                 | [ ۲ ] |
| ۱۹ ژوئیه ۱۶۲۹   | ۰۱:۱۳:۰۱           | ۳۹         | جزئی   | ۰.۶۹۶۲ | —                   | ۶۶°۳۰′شمالی ۱۴۱°۰۶′شرقی / ۶۶٫۵°شمالی ۱۴۱٫۱°شرقی | —                      |                 | [ ۲ ] |
| ۱۴ دسامبر ۱۶۲۹  | ۰۰:۳۲:۵۳           | ۶          | حلقه‌ای | ۰.۹۱۱۳ | ۰۹ دقیقه و ۳۳ ثانیه | ۴۶°۰۶′شمالی ۱۱°۰۰′غربی / ۴۶٫۱°شمالی ۱۱٫۰°غربی   | ۰۰۶ کیلومتر (۳٫۷ مایل) |                 | [ ۲ ] |
| ۹ ژوئن ۱۶۲۸     | ۱۰:۵۳:۳۰           | ۱۱         | کامل   | ۱.۰۵۷۳ | ۰۵ دقیقه و ۱۴ ثانیه | ۱۷°۳۶′جنوبی ۱۷۶°۴۸′غربی / ۱۷٫۶°جنوبی ۱۷۶٫۸°غربی | ۲۴۴ کیلومتر (۱۵۲ مایل) |                 | [ ۲ ] |
| ۳ دسامبر ۱۶۲۸   | ۰۲:۲۰:۵۷           | ۱۶         | حلقه‌ای | ۰.۹۵۵۷ | ۰۵ دقیقه و ۱۳ ثانیه | ۷°۳۰′جنوبی ۵۴°۴۸′غربی / ۷٫۵°جنوبی ۵۴٫۸°غربی     | ۱۶۶ کیلومتر (۱۰۳ مایل) |                 | [ ۲ ] |
| ۲۹ مه ۱۶۲۷      | ۲۳:۴۸:۰۶           | ۲۱         | مرکب   | ۱.۰۰۹۲ | ۰۰ دقیقه و ۵۴ ثانیه | ۲۵°۱۲′شمالی ۲۴°۴۸′غربی / ۲۵٫۲°شمالی ۲۴٫۸°غربی   | ۳۲ کیلومتر (۲۰ مایل)   |                 | [ ۲ ] |
| ۲۲ نوامبر ۱۶۲۷  | ۱۱:۲۱:۳۱           | ۲۶         | مرکب   | ۱.۰۰۸۹ | ۰۰ دقیقه و ۴۳ ثانیه | ۴۲°۳۶′جنوبی ۱۵۰°۵۴′شرقی / ۴۲٫۶°جنوبی ۱۵۰٫۹°شرقی | ۳۵ کیلومتر (۲۲ مایل)   |                 | [ ۲ ] |
| ۱۹ مه ۱۶۲۶      | ۰۵:۳۶:۲۲           | ۳۱         | حلقه‌ای | ۰.۹۵۲۳ | ۰۳ دقیقه و ۱۹ ثانیه | ۶۶°۴۲′شمالی ۱۷۹°۱۸′شرقی / ۶۶٫۷°شمالی ۱۷۹٫۳°شرقی | ۴۶۹ کیلومتر (۲۹۱ مایل) |                 | [ ۲ ] |
| ۱۲ نوامبر ۱۶۲۶  | ۰۱:۴۹:۴۴           | ۳۶         | جزئی   | ۰.۷۹۶۵ | —                   | ۶۱°۲۴′جنوبی ۱۶۸°۵۴′غربی / ۶۱٫۴°جنوبی ۱۶۸٫۹°غربی | —                      |                 | [ ۲ ] |
| ۷ آوریل ۱۶۲۵    | ۱۵:۵۸:۵۹           | ۳          | جزئی   | ۰.۷۱۶۲ | —                   | ۶۰°۳۰′جنوبی ۱۷۳°۰۶′غربی / ۶۰٫۵°جنوبی ۱۷۳٫۱°غربی | —                      |                 | [ ۲ ] |
| ۲ اکتبر ۱۶۲۵    | ۰۵:۳۳:۵۸           | ۸          | حلقه‌ای | ۰.۹۹۹۵ | ۰۰ دقیقه و ۰۲ ثانیه | ۵۶°۱۸′شمالی ۵۱°۰۰′غربی / ۵۶٫۳°شمالی ۵۱٫۰°غربی   | ۵ کیلومتر (۳٫۱ مایل)   |                 | [ ۲ ] |
| ۲۷ مارس ۱۶۲۴    | ۲۲:۰۰:۴۴           | ۱۳         | مرکب   | ۱.۰۰۶۰ | ۰۰ دقیقه و ۳۳ ثانیه | ۲۰°۳۰′جنوبی ۱۹°۵۴′شرقی / ۲۰٫۵°جنوبی ۱۹٫۹°شرقی   | ۲۲ کیلومتر (۱۴ مایل)   |                 | [ ۲ ] |
| ۲۱ سپتامبر ۱۶۲۴ | ۱۴:۰۹:۴۱           | ۱۸         | حلقه‌ای | ۰.۹۵۷۵ | ۰۴ دقیقه و ۲۰ ثانیه | ۱۹°۱۸′شمالی ۱۳۲°۰۶′شرقی / ۱۹٫۳°شمالی ۱۳۲٫۱°شرقی | ۱۵۹ کیلومتر (۹۹ مایل)  |                 | [ ۲ ] |
| ۱۷ مارس ۱۶۲۳    | ۱۰:۵۸:۴۷           | ۲۳         | کامل   | ۱.۰۵۴۸ | ۰۴ دقیقه و ۳۵ ثانیه | ۱۴°۴۲′شمالی ۱۶۴°۰۶′شرقی / ۱۴٫۷°شمالی ۱۶۴٫۱°شرقی | ۱۹۷ کیلومتر (۱۲۲ مایل) |                 | [ ۲ ] |
| ۱۰ سپتامبر ۱۶۲۳ | ۱۵:۴۷:۲۷           | ۲۸         | حلقه‌ای | ۰.۹۲۶۳ | ۰۸ دقیقه و ۴۴ ثانیه | ۱۴°۰۶′جنوبی ۸۸°۰۰′شرقی / ۱۴٫۱°جنوبی ۸۸٫۰°شرقی   | ۳۰۸ کیلومتر (۱۹۱ مایل) |                 | [ ۲ ] |
| ۵ فوریه ۱۶۲۲    | ۱۹:۰۲:۴۷           | -۵         | جزئی   | ۰.۱۴۱۰ | —                   | ۶۲°۴۸′جنوبی ۱۶۹°۱۲′غربی / ۶۲٫۸°جنوبی ۱۶۹٫۲°غربی | —                      |                 | [ ۲ ] |
| ۷ مارس ۱۶۲۲     | ۰۳:۳۶:۲۸           | ۳۳         | جزئی   | ۰.۷۸۱۲ | —                   | ۶۱°۱۲′شمالی ۱۴۱°۴۸′غربی / ۶۱٫۲°شمالی ۱۴۱٫۸°غربی | —                      |                 | [ ۲ ] |
| ۳۰ اوت ۱۶۲۲     | ۱۵:۳۵:۰۲           | ۳۸         | جزئی   | ۰.۶۸۹۷ | —                   | ۶۱°۳۰′جنوبی ۴۲°۳۶′شرقی / ۶۱٫۵°جنوبی ۴۲٫۶°شرقی   | —                      |                 | [ ۲ ] |
| ۲۶ ژانویه ۱۶۲۱  | ۰۸:۰۴:۱۹           | ۵          | حلقه‌ای | ۰.۹۸۹۳ | ۰۰ دقیقه و ۴۳ ثانیه | ۷۱°۰۶′جنوبی ۹۹°۱۸′غربی / ۷۱٫۱°جنوبی ۹۹٫۳°غربی   | ۶۴ کیلومتر (۴۰ مایل)   |                 | [ ۲ ] |
| ۲۰ ژوئیه ۱۶۲۱   | ۰۹:۵۵:۱۷           | ۱۰         | کامل   | ۱.۰۲۱۷ | ۰۱ دقیقه و ۱۶ ثانیه | ۷۹°۴۸′شمالی ۱۰۱°۵۴′غربی / ۷۹٫۸°شمالی ۱۰۱٫۹°غربی | ۱۶۶ کیلومتر (۱۰۳ مایل) |                 | [ ۲ ] |
| ۱۴ ژانویه ۱۶۲۰  | ۱۴:۰۳:۲۷           | ۱۵         | حلقه‌ای | ۰.۹۴۲۰ | ۰۶ دقیقه و ۵۱ ثانیه | ۲۹°۳۶′جنوبی ۱۳۰°۳۰′شرقی / ۲۹٫۶°جنوبی ۱۳۰٫۵°شرقی | ۲۱۶ کیلومتر (۱۳۴ مایل) |                 | [ ۲ ] |
| ۱۰ ژوئیه ۱۶۲۰   | ۰۱:۱۶:۲۸           | ۲۰         | کامل   | ۱.۰۷۲۷ | ۰۶ دقیقه و ۰۸ ثانیه | ۳۱°۴۲′شمالی ۴۲°۲۴′غربی / ۳۱٫۷°شمالی ۴۲٫۴°غربی   | ۲۳۸ کیلومتر (۱۴۸ مایل) |                 | [ ۲ ] |
| ۳ ژانویه ۱۶۱۹   | ۱۳:۵۷:۱۱           | ۲۵         | حلقه‌ای | ۰.۹۱۹۰ | ۱۱ دقیقه و ۳۴ ثانیه | ۱۲°۳۶′شمالی ۱۲۵°۵۴′شرقی / ۱۲٫۶°شمالی ۱۲۵٫۹°شرقی | ۳۸۲ کیلومتر (۲۳۷ مایل) |                 | [ ۲ ] |
| ۲۹ ژوئن ۱۶۱۹    | ۱۸:۱۷:۵۷           | ۳۰         | کامل   | ۱.۰۶۳۰ | ۰۶ دقیقه و ۰۱ ثانیه | ۱۳°۳۰′جنوبی ۵۹°۱۸′شرقی / ۱۳٫۵°جنوبی ۵۹٫۳°شرقی   | ۲۵۹ کیلومتر (۱۶۱ مایل) |                 | [ ۲ ] |
| ۲۳ دسامبر ۱۶۱۹  | ۱۴:۳۹:۱۲           | ۳۵         | جزئی   | ۰.۵۲۰۷ | —                   | ۶۶°۳۶′شمالی ۱۱۵°۵۴′شرقی / ۶۶٫۶°شمالی ۱۱۵٫۹°شرقی | —                      |                 | [ ۲ ] |
| ۲۰ مه ۱۶۱۸      | ۲۱:۴۷:۴۷           | ۲          | جزئی   | ۰.۴۹۷۷ | —                   | ۶۹°۴۸′شمالی ۱۳۴°۳۶′غربی / ۶۹٫۸°شمالی ۱۳۴٫۶°غربی | —                      |                 | [ ۲ ] |
| ۱۹ ژوئن ۱۶۱۸    | ۰۸:۱۷:۴۷           | ۴۰         | جزئی   | ۰.۲۶۳۲ | —                   | ۶۷°۱۸′جنوبی ۱۴۳°۱۸′غربی / ۶۷٫۳°جنوبی ۱۴۳٫۳°غربی | —                      |                 | [ ۲ ] |
| ۱۳ نوامبر ۱۶۱۸  | ۰۹:۴۲:۰۹           | ۷          | کامل   | ۱.۰۱۴۳ | ۰۰ دقیقه و ۵۲ ثانیه | ۷۳°۴۸′جنوبی ۱۳۷°۴۸′شرقی / ۷۳٫۸°جنوبی ۱۳۷٫۸°شرقی | ۱۲۰ کیلومتر (۷۵ مایل)  |                 | [ ۲ ] |
| ۹ مه ۱۶۱۷       | ۰۱:۴۲:۲۳           | ۱۲         | حلقه‌ای | ۰.۹۵۱۸ | ۰۴ دقیقه و ۵۷ ثانیه | ۴۳°۵۴′شمالی ۶۱°۳۰′غربی / ۴۳٫۹°شمالی ۶۱٫۵°غربی   | ۲۰۸ کیلومتر (۱۲۹ مایل) |                 | [ ۲ ] |
| ۲ نوامبر ۱۶۱۷   | ۰۰:۵۵:۴۳           | ۱۷         | کامل   | ۱.۰۴۶۱ | ۰۴ دقیقه و ۰۱ ثانیه | ۲۳°۲۴′جنوبی ۴۳°۳۶′غربی / ۲۳٫۴°جنوبی ۴۳٫۶°غربی   | ۱۵۸ کیلومتر (۹۸ مایل)  |                 | [ ۲ ] |
| ۲۸ آوریل ۱۶۱۶   | ۰۲:۱۹:۲۳           | ۲۲         | حلقه‌ای | ۰.۹۵۵۸ | ۰۵ دقیقه و ۳۷ ثانیه | ۴°۰۶′جنوبی ۵۵°۱۸′غربی / ۴٫۱°جنوبی ۵۵٫۳°غربی     | ۱۶۵ کیلومتر (۱۰۳ مایل) |                 | [ ۲ ] |
| ۲۲ اکتبر ۱۶۱۶   | ۱۵:۵۰:۱۹           | ۲۷         | کامل   | ۱.۰۱۷۶ | ۰۱ دقیقه و ۴۰ ثانیه | ۱۹°۱۲′شمالی ۱۰۵°۱۲′شرقی / ۱۹٫۲°شمالی ۱۰۵٫۲°شرقی | ۶۷ کیلومتر (۴۲ مایل)   |                 | [ ۲ ] |
| ۱۷ آوریل ۱۶۱۵   | ۰۶:۵۸:۴۵           | ۳۲         | حلقه‌ای | ۰.۹۸۴۷ | ۰۱ دقیقه و ۰۴ ثانیه | ۶۷°۱۸′جنوبی ۷۷°۰۰′غربی / ۶۷٫۳°جنوبی ۷۷٫۰°غربی   | ۳۱۷ کیلومتر (۱۹۷ مایل) |                 | [ ۲ ] |
| ۱۲ اکتبر ۱۶۱۵   | ۰۱:۵۲:۴۰           | ۳۷         | جزئی   | ۰.۶۳۸۹ | —                   | ۷۱°۳۶′شمالی ۳۱°۱۲′شرقی / ۷۱٫۶°شمالی ۳۱٫۲°شرقی   | —                      |                 | [ ۲ ] |
| ۸ مارس ۱۶۱۴     | ۱۰:۴۷:۱۴           | ۴          | کامل   | ۱.۰۵۲۸ | ۰۳ دقیقه و ۴۹ ثانیه | ۵۰°۴۸′شمالی ۱۵۵°۴۲′شرقی / ۵۰٫۸°شمالی ۱۵۵٫۷°شرقی | ۴۰۱ کیلومتر (۲۴۹ مایل) |                 | [ ۲ ] |
| ۱ سپتامبر ۱۶۱۴  | ۱۰:۳۲:۳۱           | ۹          | جزئی   | ۰.۸۳۹۶ | —                   | ۷۰°۲۴′جنوبی ۱۳۳°۰۶′شرقی / ۷۰٫۴°جنوبی ۱۳۳٫۱°شرقی | —                      |                 | [ ۲ ] |
| ۲۶ فوریه ۱۶۱۳   | ۰۳:۳۰:۴۵           | ۱۴         | کامل   | ۱.۰۶۱۶ | ۰۵ دقیقه و ۴۴ ثانیه | ۳°۴۲′جنوبی ۷۴°۱۲′غربی / ۳٫۷°جنوبی ۷۴٫۲°غربی     | ۲۰۶ کیلومتر (۱۲۸ مایل) |                 | [ ۲ ] |
| ۲۰ اوت ۱۶۱۳     | ۱۱:۲۱:۵۳           | ۱۹         | حلقه‌ای | ۰.۹۵۵۳ | ۰۵ دقیقه و ۴۶ ثانیه | ۱°۴۸′جنوبی ۱۶۲°۵۴′شرقی / ۱٫۸°جنوبی ۱۶۲٫۹°شرقی   | ۱۷۲ کیلومتر (۱۰۷ مایل) |                 | [ ۲ ] |
| ۱۴ فوریه ۱۶۱۲   | ۱۷:۵۵:۳۴           | ۲۴         | مرکب   | ۱.۰۱۲۵ | ۰۱ دقیقه و ۰۱ ثانیه | ۵۰°۱۲′جنوبی ۸۱°۳۶′شرقی / ۵۰٫۲°جنوبی ۸۱٫۶°شرقی   | ۵۲ کیلومتر (۳۲ مایل)   |                 | [ ۲ ] |
| ۹ اوت ۱۶۱۲      | ۱۸:۴۹:۴۴           | ۲۹         | مرکب   | ۱.۰۱۱۵ | ۰۱ دقیقه و ۰۱ ثانیه | ۴۴°۴۲′شمالی ۵۸°۳۶′شرقی / ۴۴٫۷°شمالی ۵۸٫۶°شرقی   | ۴۴ کیلومتر (۲۷ مایل)   |                 | [ ۲ ] |
| ۴ فوریه ۱۶۱۱    | ۰۱:۵۵:۰۱           | ۳۴         | جزئی   | ۰.۳۹۰۵ | —                   | ۶۸°۳۰′جنوبی ۱۱۱°۰۶′شرقی / ۶۸٫۵°جنوبی ۱۱۱٫۱°شرقی | —                      |                 | [ ۲ ] |
| ۱ ژوئیه ۱۶۱۱    | ۰۱:۳۱:۲۹           | ۱          | جزئی   | ۰.۲۱۰۰ | —                   | ۶۴°۵۴′جنوبی ۲۸°۰۶′غربی / ۶۴٫۹°جنوبی ۲۸٫۱°غربی   | —                      |                 | [ ۲ ] |
| ۳۰ ژوئیه ۱۶۱۱   | ۰۸:۵۹:۱۳           | ۳۹         | جزئی   | ۰.۸۰۰۹ | —                   | ۶۷°۳۶′شمالی ۱۲°۰۰′شرقی / ۶۷٫۶°شمالی ۱۲٫۰°شرقی   | —                      |                 | [ ۲ ] |
| ۲۵ دسامبر ۱۶۱۱  | ۰۸:۲۶:۴۱           | ۶          | حلقه‌ای | ۰.۹۱۳۴ | ۰۹ دقیقه و ۱۸ ثانیه | ۴۷°۴۸′شمالی ۱۳۵°۵۴′غربی / ۴۷٫۸°شمالی ۱۳۵٫۹°غربی | ۰۷۶ کیلومتر (۴۷ مایل)  |                 | [ ۲ ] |
| ۲۰ ژوئن ۱۶۱۰    | ۱۸:۱۳:۴۰           | ۱۱         | کامل   | ۱.۰۵۱۸ | ۰۴ دقیقه و ۴۷ ثانیه | ۲۲°۱۲′جنوبی ۷۰°۲۴′شرقی / ۲۲٫۲°جنوبی ۷۰٫۴°شرقی   | ۲۴۵ کیلومتر (۱۵۲ مایل) |                 | [ ۲ ] |
| ۱۴ دسامبر ۱۶۱۰  | ۱۰:۳۸:۵۴           | ۱۶         | حلقه‌ای | ۰.۹۵۹۶ | ۰۴ دقیقه و ۵۰ ثانیه | ۹°۱۲′جنوبی ۱۷۹°۰۶′شرقی / ۹٫۲°جنوبی ۱۷۹٫۱°شرقی   | ۱۵۱ کیلومتر (۹۴ مایل)  |                 | [ ۲ ] |
| ۹ ژوئن ۱۶۰۹     | ۰۶:۴۰:۲۳           | ۲۱         | مرکب   | ۱.۰۰۴۸ | ۰۰ دقیقه و ۲۹ ثانیه | ۲۳°۲۴′شمالی ۱۲۷°۳۶′غربی / ۲۳٫۴°شمالی ۱۲۷٫۶°غربی | ۱۶ کیلومتر (۹٫۹ مایل)  |                 | [ ۲ ] |
| ۲ دسامبر ۱۶۰۹   | ۲۰:۰۳:۵۸           | ۲۶         | مرکب   | ۱.۰۱۲۲ | ۰۰ دقیقه و ۵۹ ثانیه | ۴۶°۱۲′جنوبی ۲۰°۴۸′شرقی / ۴۶٫۲°جنوبی ۲۰٫۸°شرقی   | ۴۸ کیلومتر (۳۰ مایل)   |                 | [ ۲ ] |
| ۲۹ مه ۱۶۰۸      | ۱۲:۰۰:۰۷           | ۳۱         | حلقه‌ای | ۰.۹۵۲۵ | ۰۳ دقیقه و ۳۲ ثانیه | ۶۶°۵۴′شمالی ۱۰۳°۲۴′شرقی / ۶۶٫۹°شمالی ۱۰۳٫۴°شرقی | ۳۲۲ کیلومتر (۲۰۰ مایل) |                 | [ ۲ ] |
| ۲۲ نوامبر ۱۶۰۸  | ۱۰:۴۲:۳۵           | ۳۶         | جزئی   | ۰.۷۹۸۶ | —                   | ۶۲°۰۶′جنوبی ۴۷°۱۲′شرقی / ۶۲٫۱°جنوبی ۴۷٫۲°شرقی   | —                      |                 | [ ۲ ] |
| ۱۸ آوریل ۱۶۰۷   | ۲۲:۳۲:۵۲           | ۳          | جزئی   | ۰.۵۸۴۳ | —                   | ۶۰°۴۲′جنوبی ۷۸°۰۰′شرقی / ۶۰٫۷°جنوبی ۷۸٫۰°شرقی   | —                      |                 | [ ۲ ] |
| ۱۳ اکتبر ۱۶۰۷   | ۱۴:۰۲:۴۹           | ۸          | حلقه‌ای | ۰.۹۹۴۰ | ۰۰ دقیقه و ۲۵ ثانیه | ۵۴°۴۲′شمالی ۱۷۷°۰۶′شرقی / ۵۴٫۷°شمالی ۱۷۷٫۱°شرقی | ۶۶ کیلومتر (۴۱ مایل)   |                 | [ ۲ ] |
| ۸ آوریل ۱۶۰۶    | ۰۵:۰۷:۳۸           | ۱۳         | مرکب   | ۱.۰۱۱۴ | ۰۱ دقیقه و ۰۲ ثانیه | ۱۹°۵۴′جنوبی ۸۷°۳۰′غربی / ۱۹٫۹°جنوبی ۸۷٫۵°غربی   | ۴۳ کیلومتر (۲۷ مایل)   |                 | [ ۲ ] |
| ۲ اکتبر ۱۶۰۶    | ۲۲:۰۷:۴۲           | ۱۸         | حلقه‌ای | ۰.۹۵۲۳ | ۰۴ دقیقه و ۵۸ ثانیه | ۱۵°۴۲′شمالی ۱۰°۵۴′شرقی / ۱۵٫۷°شمالی ۱۰٫۹°شرقی   | ۱۸۰ کیلومتر (۱۱۰ مایل) |                 | [ ۲ ] |
| ۲۷ مارس ۱۶۰۵    | ۱۸:۳۳:۳۵           | ۲۳         | کامل   | ۱.۰۶۰۳ | ۰۴ دقیقه و ۵۶ ثانیه | ۱۵°۱۸′شمالی ۴۹°۱۲′شرقی / ۱۵٫۳°شمالی ۴۹٫۲°شرقی   | ۲۱۱ کیلومتر (۱۳۱ مایل) |                 | [ ۲ ] |
| ۲۰ سپتامبر ۱۶۰۵ | ۲۳:۲۰:۲۳           | ۲۸         | حلقه‌ای | ۰.۹۲۳۲ | ۰۸ دقیقه و ۵۲ ثانیه | ۱۶°۱۸′جنوبی ۲۷°۲۴′غربی / ۱۶٫۳°جنوبی ۲۷٫۴°غربی   | ۳۱۸ کیلومتر (۱۹۸ مایل) |                 | [ ۲ ] |
| ۱۶ فوریه ۱۶۰۴   | ۰۳:۰۸:۳۶           | -۵         | جزئی   | ۰.۰۶۷۳ | —                   | ۶۲°۰۶′جنوبی ۵۸°۳۰′شرقی / ۶۲٫۱°جنوبی ۵۸٫۵°شرقی   | —                      |                 | [ ۲ ] |
| ۱۷ مارس ۱۶۰۴    | ۱۱:۲۳:۳۱           | ۳۳         | جزئی   | ۰.۸۸۴۶ | —                   | ۶۰°۴۸′شمالی ۹۱°۰۰′شرقی / ۶۰٫۸°شمالی ۹۱٫۰°شرقی   | —                      |                 | [ ۲ ] |
| ۹ سپتامبر ۱۶۰۴  | ۲۳:۰۶:۴۶           | ۳۸         | جزئی   | ۰.۷۴۸۸ | —                   | ۶۱°۰۰′جنوبی ۸۰°۴۸′غربی / ۶۱٫۰°جنوبی ۸۰٫۸°غربی   | —                      |                 | [ ۲ ] |
| ۵ فوریه ۱۶۰۳    | ۱۶:۰۱:۲۵           | ۵          | حلقه‌ای | ۰.۹۸۸۴ | ۰۰ دقیقه و ۴۷ ثانیه | ۶۸°۴۸′جنوبی ۱۴۹°۵۴′شرقی / ۶۸٫۸°جنوبی ۱۴۹٫۹°شرقی | ۷۶ کیلومتر (۴۷ مایل)   |                 | [ ۲ ] |
| ۳۱ ژوئیه ۱۶۰۳   | ۱۷:۳۰:۵۹           | ۱۰         | کامل   | ۱.۰۱۹۸ | ۰۱ دقیقه و ۰۶ ثانیه | ۷۵°۳۰′شمالی ۱۷۲°۳۰′شرقی / ۷۵٫۵°شمالی ۱۷۲٫۵°شرقی | ۲۰۹ کیلومتر (۱۳۰ مایل) |                 | [ ۲ ] |
| ۲۵ ژانویه ۱۶۰۲  | ۲۱:۴۴:۲۴           | ۱۵         | حلقه‌ای | ۰.۹۴۲۷ | ۰۶ دقیقه و ۳۶ ثانیه | ۲۹°۳۶′جنوبی ۱۵°۳۶′شرقی / ۲۹٫۶°جنوبی ۱۵٫۶°شرقی   | ۲۱۴ کیلومتر (۱۳۳ مایل) |                 | [ ۲ ] |
| ۲۱ ژوئیه ۱۶۰۲   | ۰۸:۵۸:۰۴           | ۲۰         | کامل   | ۱.۰۷۰۷ | ۰۵ دقیقه و ۴۷ ثانیه | ۳۴°۲۴′شمالی ۱۵۷°۰۶′غربی / ۳۴٫۴°شمالی ۱۵۷٫۱°غربی | ۲۳۵ کیلومتر (۱۴۶ مایل) |                 | [ ۲ ] |
| ۱۴ ژانویه ۱۶۰۱  | ۲۱:۳۶:۴۷           | ۲۵         | حلقه‌ای | ۰.۹۲۲۱ | ۱۰ دقیقه و ۵۵ ثانیه | ۱۱°۱۸′شمالی ۷°۵۴′شرقی / ۱۱٫۳°شمالی ۷٫۹°شرقی     | ۳۵۸ کیلومتر (۲۲۲ مایل) |                 | [ ۲ ] |
| ۱۰ ژوئیه ۱۶۰۱   | ۰۱:۴۸:۴۱           | ۳۰         | کامل   | ۱.۰۵۹۳ | ۰۵ دقیقه و ۴۵ ثانیه | ۸°۳۶′جنوبی ۵۶°۴۲′غربی / ۸٫۶°جنوبی ۵۶٫۷°غربی     | ۲۳۱ کیلومتر (۱۴۴ مایل) |                 | [ ۲ ] |